# Lista över fornlämningar i Falkenbergs kommun (Vessige)
Lista över fornlämningar i Falkenbergs kommun (Vessige) är en förteckning av ett urval av de fornlämningar som finns i Vessige i Falkenbergs kommun.
| Namn                         | Lämningstyp                 | Tillkomsttid | Historisk indelning | Plats | Läge                 | ID-nr          | Bild                                      |
| ---------------------------- | --------------------------- | ------------ | ------------------- | ----- | -------------------- | -------------- | ----------------------------------------- |
| Vessige 1:1                  | Stensättning                |              | Vessige, Halland    |       | 56.955965, 12.653642 | 10151900010001 | Ladda upp en bild av detta fornminne      |
| Vessige 2:1                  | Stensättning                |              | Vessige, Halland    |       | 56.956832, 12.654788 | 10151900020001 | Ladda upp en bild av detta fornminne      |
| Vessige 2:2                  | Stensättning                |              | Vessige, Halland    |       | 56.957022, 12.655456 | 10151900020002 | Ladda upp en bild av detta fornminne      |
| Vessige 3:1                  | Stensättning                |              | Vessige, Halland    |       | 56.951993, 12.656800 | 10151900030001 | Ladda upp en bild av detta fornminne      |
| Vessige 4:1                  | Stenkammargrav              |              | Vessige, Halland    |       | 56.955968, 12.656293 | 10151900040001 | Ladda upp en bild av detta fornminne      |
| Jättastenen (Vessige 5:1)    | Hällristning                |              | Vessige, Halland    |       | 56.955371, 12.659663 | 10151900050001 | Ladda upp en bild av detta fornminne      |
| Vessige 6:1                  | Stensättning                |              | Vessige, Halland    |       | 56.958313, 12.655138 | 10151900060001 | Ladda upp en bild av detta fornminne      |
| Hylte kärna (Vessige 7:1)    | Hög                         |              | Vessige, Halland    |       | 56.963842, 12.657396 | 10151900070001 | Ladda upp en bild av detta fornminne      |
| Vessige 8:1                  | Hög                         |              | Vessige, Halland    |       | 56.969086, 12.659154 | 10151900080001 | Ladda upp en bild av detta fornminne      |
| Vessige 8:2                  | Hög                         |              | Vessige, Halland    |       | 56.969254, 12.658791 | 10151900080002 | Ladda upp en bild av detta fornminne      |
| Vessige 10:1                 | Hög                         |              | Vessige, Halland    |       | 56.967110, 12.657289 | 10151900100001 | Ladda upp en bild av detta fornminne      |
| Vessige 11:1                 | Stensättning                |              | Vessige, Halland    |       | 56.952052, 12.666122 | 10151900110001 | Ladda upp en bild av detta fornminne      |
| Vessige 11:2                 | Stensättning                |              | Vessige, Halland    |       | 56.952133, 12.665990 | 10151900110002 | Ladda upp en bild av detta fornminne      |
| Vessige 13:1                 | Stensättning                |              | Vessige, Halland    |       | 56.950721, 12.658392 | 10151900130001 | Ladda upp en bild av detta fornminne      |
| Vessige 14:1                 | Stensättning                |              | Vessige, Halland    |       | 56.948703, 12.662172 | 10151900140001 | Ladda upp en bild av detta fornminne      |
| Vessige 14:2                 | Stensättning                |              | Vessige, Halland    |       | 56.948917, 12.661935 | 10151900140002 | Ladda upp en bild av detta fornminne      |
| Vessige 14:3                 | Stensättning                |              | Vessige, Halland    |       | 56.949044, 12.661770 | 10151900140003 | Ladda upp en bild av detta fornminne      |
| Vessige 15:1                 | Gravfält                    |              | Vessige, Halland    |       | 56.948591, 12.664891 | 10151900150001 | Ladda upp en bild av detta fornminne      |
| Vessige 16:1                 | Stensättning                |              | Vessige, Halland    |       | 56.947027, 12.659839 | 10151900160001 | Ladda upp en bild av detta fornminne      |
| Vessige 18:1                 | Gravfält                    |              | Vessige, Halland    |       | 56.944055, 12.657770 | 10151900180001 | Ladda upp en bild av detta fornminne      |
| Vessige 19:1                 | Grav markerad av sten/block |              | Vessige, Halland    |       | 56.943373, 12.657205 | 10151900190001 | Ladda upp en bild av detta fornminne      |
| Vessige 20:1                 | Stensättning                |              | Vessige, Halland    |       | 56.943063, 12.657432 | 10151900200001 | Ladda upp en bild av detta fornminne      |
| Vessige 20:2                 | Stensättning                |              | Vessige, Halland    |       | 56.943088, 12.657229 | 10151900200002 | Ladda upp en bild av detta fornminne      |
| Ormakullarna (Vessige 21:1)  | Hög                         |              | Vessige, Halland    |       | 56.945773, 12.652416 | 10151900210001 | Ladda upp en bild av detta fornminne      |
| Ormakullarna (Vessige 21:2)  | Stensättning                |              | Vessige, Halland    |       | 56.945869, 12.651944 | 10151900210002 | Ladda upp en bild av detta fornminne      |
| Ormakullarna (Vessige 21:3)  | Stensättning                |              | Vessige, Halland    |       | 56.945923, 12.651735 | 10151900210003 | Ladda upp en bild av detta fornminne      |
| Ormakullarna (Vessige 21:4)  | Stensättning                |              | Vessige, Halland    |       | 56.946017, 12.651632 | 10151900210004 | Ladda upp en bild av detta fornminne      |
| Vessige 22:1                 | Hög                         |              | Vessige, Halland    |       | 56.946351, 12.650407 | 10151900220001 | Ladda upp en bild av detta fornminne      |
| Vessige 22:2                 | Stensättning                |              | Vessige, Halland    |       | 56.946279, 12.650620 | 10151900220002 | Ladda upp en bild av detta fornminne      |
| Vessige 22:3                 | Hög                         |              | Vessige, Halland    |       | 56.946165, 12.650738 | 10151900220003 | Ladda upp en bild av detta fornminne      |
| Vessige 23:1                 | Gravfält                    |              | Vessige, Halland    |       | 56.946592, 12.652172 | 10151900230001 | Ladda upp en bild av detta fornminne      |
| Vessige 24:1                 | Hög                         |              | Vessige, Halland    |       | 56.944860, 12.655953 | 10151900240001 | Ladda upp en bild av detta fornminne      |
| Vessige 26:1                 | Hällristning                |              | Vessige, Halland    |       | 56.945857, 12.661636 | 10151900260001 | Ladda upp en bild av detta fornminne      |
| Vessige 30:1                 | Hällristning                |              | Vessige, Halland    |       | 56.952875, 12.665319 | 10151900300001 | Ladda upp en bild av detta fornminne      |
| Vessige 30:2                 | Stensättning                |              | Vessige, Halland    |       | 56.952751, 12.665333 | 10151900300002 | Ladda upp en bild av detta fornminne      |
| Vessige 30:3                 | Stensättning                |              | Vessige, Halland    |       | 56.952637, 12.665303 | 10151900300003 | Ladda upp en bild av detta fornminne      |
| Vessige 30:4                 | Stensättning                |              | Vessige, Halland    |       | 56.952512, 12.665383 | 10151900300004 | Ladda upp en bild av detta fornminne      |
| Vessige 31:1                 | Stensättning                |              | Vessige, Halland    |       | 56.950557, 12.670953 | 10151900310001 | Ladda upp en bild av detta fornminne      |
| Vessige 31:2                 | Stensättning                |              | Vessige, Halland    |       | 56.950603, 12.670748 | 10151900310002 | Ladda upp en bild av detta fornminne      |
| Smörhålan (Vessige 32:1)     | Hög                         |              | Vessige, Halland    |       | 56.942755, 12.657478 | 10151900320001 | Ladda upp en bild av detta fornminne      |
| Smörhålan (Vessige 32:2)     | Stensättning                |              | Vessige, Halland    |       | 56.942802, 12.657766 | 10151900320002 | Ladda upp en bild av detta fornminne      |
| Vessige 35:1                 | Stensättning                |              | Vessige, Halland    |       | 56.952435, 12.678558 | 10151900350001 | Ladda upp en bild av detta fornminne      |
| Vessige 35:2                 | Stensättning                |              | Vessige, Halland    |       | 56.952218, 12.678997 | 10151900350002 | Ladda upp en bild av detta fornminne      |
| Vessige 38:1                 | Stenkrets                   |              | Vessige, Halland    |       | 56.970389, 12.663916 | 10151900380001 | Ladda upp en bild av detta fornminne      |
| Vessige 40:1                 | Hög                         |              | Vessige, Halland    |       | 56.972835, 12.658188 | 10151900400001 | Ladda upp en bild av detta fornminne      |
| Vessige 41:1                 | Hög                         |              | Vessige, Halland    |       | 56.972093, 12.656876 | 10151900410001 | Ladda upp en bild av detta fornminne      |
| Vessige 42:1                 | Hög                         |              | Vessige, Halland    |       | 56.971348, 12.659627 | 10151900420001 | Ladda upp en bild av detta fornminne      |
| Vessige 44:1                 | Stensättning                |              | Vessige, Halland    |       | 56.970359, 12.658868 | 10151900440001 | Ladda upp en bild av detta fornminne      |
| Vessige 44:2                 | Stensättning                |              | Vessige, Halland    |       | 56.970321, 12.658327 | 10151900440002 | Ladda upp en bild av detta fornminne      |
| Vessige 45:1                 | Stensättning                |              | Vessige, Halland    |       | 56.960957, 12.652056 | 10151900450001 | Ladda upp en bild av detta fornminne      |
| Vessige 46:1                 | Hög                         |              | Vessige, Halland    |       | 56.970862, 12.678077 | 10151900460001 | Ladda upp en bild av detta fornminne      |
| Vessige 47:1                 | Gravfält                    |              | Vessige, Halland    |       | 56.970880, 12.679685 | 10151900470001 | Ladda upp en bild av detta fornminne      |
| Vessige 50:1                 | Hög                         |              | Vessige, Halland    |       | 56.969537, 12.679935 | 10151900500001 | Ladda upp en bild av detta fornminne      |
| Vessige 50:2                 | Hög                         |              | Vessige, Halland    |       | 56.969645, 12.679951 | 10151900500002 | Ladda upp en bild av detta fornminne      |
| Vessige 51:1                 | Stensättning                |              | Vessige, Halland    |       | 56.970255, 12.679450 | 10151900510001 | Ladda upp en bild av detta fornminne      |
| Vessige 52:1                 | Hög                         |              | Vessige, Halland    |       | 56.982712, 12.661745 | 10151900520001 | Ladda upp en bild av detta fornminne      |
| Vessige 53:1                 | Hög                         |              | Vessige, Halland    |       | 56.993681, 12.663909 | 10151900530001 | Ladda upp en bild av detta fornminne      |
| Vessige 53:2                 | Stensättning                |              | Vessige, Halland    |       | 56.993893, 12.664162 | 10151900530002 | Ladda upp en bild av detta fornminne      |
| Vessige 54:1                 | Hög                         |              | Vessige, Halland    |       | 56.989734, 12.666927 | 10151900540001 | Ladda upp en bild av detta fornminne      |
| Vessige 56:1                 | Stensättning                |              | Vessige, Halland    |       | 57.000992, 12.659142 | 10151900560001 | Ladda upp en bild av detta fornminne      |
| Vessige 56:2                 | Stensättning                |              | Vessige, Halland    |       | 57.000721, 12.659711 | 10151900560002 | Ladda upp en bild av detta fornminne      |
| Vessige 57:1                 | Stensättning                |              | Vessige, Halland    |       | 57.001746, 12.660857 | 10151900570001 | Ladda upp en bild av detta fornminne      |
| Vessige 58:1                 | Stensättning                |              | Vessige, Halland    |       | 57.007494, 12.658950 | 10151900580001 | Ladda upp en bild av detta fornminne      |
| Vessige 67:1                 | Gravfält                    |              | Vessige, Halland    |       | 56.978953, 12.676400 | 10151900670001 | Ladda upp en bild av detta fornminne      |
| Vessige 68:1                 | Hög                         |              | Vessige, Halland    |       | 56.981674, 12.686745 | 10151900680001 | Ladda upp en bild av detta fornminne      |
| Vessige 69:1                 | Gravfält                    |              | Vessige, Halland    |       | 56.982055, 12.688302 | 10151900690001 | Ladda upp en bild av detta fornminne      |
| Vessige 70:1                 | Hög                         |              | Vessige, Halland    |       | 56.981769, 12.693747 | 10151900700001 | Ladda upp en bild av detta fornminne      |
| Vessige 71:1                 | Hög                         |              | Vessige, Halland    |       | 56.981964, 12.692659 | 10151900710001 | Ladda upp en bild av detta fornminne      |
| Vessige 73:1                 | Stensättning                |              | Vessige, Halland    |       | 56.980257, 12.693493 | 10151900730001 | Ladda upp en bild av detta fornminne      |
| Vessige 73:3                 | Stenkrets                   |              | Vessige, Halland    |       | 56.980168, 12.693224 | 10151900730003 | Ladda upp en bild av detta fornminne      |
| Vessige 75:1                 | Hög                         |              | Vessige, Halland    |       | 56.972891, 12.716715 | 10151900750001 | Ladda upp en bild av detta fornminne      |
| Vessige 75:2                 | Hög                         |              | Vessige, Halland    |       | 56.972788, 12.716608 | 10151900750002 | Ladda upp en bild av detta fornminne      |
| Vessige 75:3                 | Hällristning                |              | Vessige, Halland    |       | 56.972668, 12.716686 | 10151900750003 | Ladda upp en bild av detta fornminne      |
| Vessige 76:1                 | Stensättning                |              | Vessige, Halland    |       | 56.974119, 12.712110 | 10151900760001 | Ladda upp en bild av detta fornminne      |
| Vessige 76:2                 | Hög                         |              | Vessige, Halland    |       | 56.974421, 12.711892 | 10151900760002 | Ladda upp en bild av detta fornminne      |
| Vessige 79:1                 | Stensättning                |              | Vessige, Halland    |       | 56.968820, 12.703106 | 10151900790001 | Ladda upp en bild av detta fornminne      |
| Vessige 80:1                 | Stensättning                |              | Vessige, Halland    |       | 56.970429, 12.701105 | 10151900800001 | Ladda upp en bild av detta fornminne      |
| Torshög (Vessige 81:1)       | Hög                         |              | Vessige, Halland    |       | 56.976709, 12.704683 | 10151900810001 | Ladda upp en bild av detta fornminne      |
| Torshög (Vessige 81:2)       | Stensättning                |              | Vessige, Halland    |       | 56.976630, 12.704838 | 10151900810002 | Ladda upp en bild av detta fornminne      |
| Vessige 82:1                 | Hög                         |              | Vessige, Halland    |       | 56.968481, 12.720703 | 10151900820001 | Ladda upp en bild av detta fornminne      |
| Vessige 83:1                 | Hög                         |              | Vessige, Halland    |       | 56.971046, 12.712326 | 10151900830001 | Ladda upp en bild av detta fornminne      |
| Vessige 84:1                 | Hög                         |              | Vessige, Halland    |       | 56.970094, 12.714615 | 10151900840001 | Ladda upp en bild av detta fornminne      |
| Vessige 85:1                 | Stensättning                |              | Vessige, Halland    |       | 56.971318, 12.715471 | 10151900850001 | Ladda upp en bild av detta fornminne      |
| Vessige 86:1                 | Stenkrets                   |              | Vessige, Halland    |       | 56.984881, 12.736623 | 10151900860001 | Ladda upp en bild av detta fornminne      |
| Vessige 86:2                 | Stenkrets                   |              | Vessige, Halland    |       | 56.984819, 12.736101 | 10151900860002 | Ladda upp en bild av detta fornminne      |
| Sjönevadsborg (Vessige 90:1) | Borg                        |              | Vessige, Halland    |       | 56.980940, 12.742071 | 10151900900001 | Ladda upp en till bild av detta fornminne |
| Kungagravarna (Vessige 91:1) | Röse                        |              | Vessige, Halland    |       | 56.987317, 12.743430 | 10151900910001 | Ladda upp en bild av detta fornminne      |
| Kungagravarna (Vessige 91:2) | Röse                        |              | Vessige, Halland    |       | 56.987593, 12.743418 | 10151900910002 | Ladda upp en bild av detta fornminne      |
| Kungagravarna (Vessige 91:3) | Stensättning                |              | Vessige, Halland    |       | 56.987805, 12.743665 | 10151900910003 | Ladda upp en bild av detta fornminne      |
| Kungagravarna (Vessige 91:4) | Stensättning                |              | Vessige, Halland    |       | 56.987235, 12.742451 | 10151900910004 | Ladda upp en bild av detta fornminne      |
| Vessige 92:1                 | Stensättning                |              | Vessige, Halland    |       | 56.985974, 12.758573 | 10151900920001 | Ladda upp en bild av detta fornminne      |
| Vessige 93:1                 | Stensättning                |              | Vessige, Halland    |       | 56.986806, 12.759198 | 10151900930001 | Ladda upp en bild av detta fornminne      |
| Vessige 94:1                 | Hög                         |              | Vessige, Halland    |       | 56.952028, 12.681450 | 10151900940001 | Ladda upp en bild av detta fornminne      |
| Vessige 95:1                 | Stensättning                |              | Vessige, Halland    |       | 56.953691, 12.682922 | 10151900950001 | Ladda upp en bild av detta fornminne      |
| Vessige 95:2                 | Stensättning                |              | Vessige, Halland    |       | 56.953825, 12.682826 | 10151900950002 | Ladda upp en bild av detta fornminne      |
| Vessige 95:3                 | Grav markerad av sten/block |              | Vessige, Halland    |       | 56.953801, 12.683229 | 10151900950003 | Ladda upp en bild av detta fornminne      |
| Vessige 95:4                 | Grav markerad av sten/block |              | Vessige, Halland    |       | 56.953782, 12.683372 | 10151900950004 | Ladda upp en bild av detta fornminne      |
| Vessige 95:5                 | Stensättning                |              | Vessige, Halland    |       | 56.953644, 12.682354 | 10151900950005 | Ladda upp en bild av detta fornminne      |
| Vessige 95:6                 | Stensättning                |              | Vessige, Halland    |       | 56.953852, 12.683932 | 10151900950006 | Ladda upp en bild av detta fornminne      |
| Vessige 97:1                 | Hög                         |              | Vessige, Halland    |       | 56.955837, 12.683894 | 10151900970001 | Ladda upp en bild av detta fornminne      |
| Vessige 97:2                 | Stensättning                |              | Vessige, Halland    |       | 56.955652, 12.684041 | 10151900970002 | Ladda upp en bild av detta fornminne      |
| Vessige 97:3                 | Stensättning                |              | Vessige, Halland    |       | 56.955581, 12.683435 | 10151900970003 | Ladda upp en bild av detta fornminne      |
| Vessige 98:1                 | Hög                         |              | Vessige, Halland    |       | 56.949339, 12.682602 | 10151900980001 | Ladda upp en bild av detta fornminne      |
| Aspare hög (Vessige 99:1)    | Hög                         |              | Vessige, Halland    |       | 56.947987, 12.687578 | 10151900990001 | Ladda upp en bild av detta fornminne      |
| Aspare hög (Vessige 99:2)    | Stensättning                |              | Vessige, Halland    |       | 56.947888, 12.688087 | 10151900990002 | Ladda upp en bild av detta fornminne      |
| Aspare hög (Vessige 99:3)    | Stensättning                |              | Vessige, Halland    |       | 56.947764, 12.688386 | 10151900990003 | Ladda upp en bild av detta fornminne      |
| Vessige 101:1                | Hög                         |              | Vessige, Halland    |       | 56.951776, 12.683767 | 10151901010001 | Ladda upp en bild av detta fornminne      |
| Vessige 102:1                | Hög                         |              | Vessige, Halland    |       | 56.966984, 12.720365 | 10151901020001 | Ladda upp en bild av detta fornminne      |
| Vessige 102:2                | Hög                         |              | Vessige, Halland    |       | 56.966869, 12.720223 | 10151901020002 | Ladda upp en bild av detta fornminne      |
| Vessige 102:3                | Hög                         |              | Vessige, Halland    |       | 56.967122, 12.720288 | 10151901020003 | Ladda upp en bild av detta fornminne      |
| Vessige 103:1                | Röse                        |              | Vessige, Halland    |       | 56.967535, 12.719801 | 10151901030001 | Ladda upp en bild av detta fornminne      |
| Vessige 104:1                | Hög                         |              | Vessige, Halland    |       | 56.967985, 12.719988 | 10151901040001 | Ladda upp en bild av detta fornminne      |
| Vessige 105:1                | Hög                         |              | Vessige, Halland    |       | 56.967434, 12.718828 | 10151901050001 | Ladda upp en bild av detta fornminne      |
| Vessige 106:1                | Stensättning                |              | Vessige, Halland    |       | 56.966718, 12.718557 | 10151901060001 | Ladda upp en bild av detta fornminne      |
| Vessige 107:1                | Hög                         |              | Vessige, Halland    |       | 56.966110, 12.718485 | 10151901070001 | Ladda upp en bild av detta fornminne      |
| Vessige 107:2                | Hög                         |              | Vessige, Halland    |       | 56.966211, 12.718250 | 10151901070002 | Ladda upp en bild av detta fornminne      |
| Vessige 108:1                | Gravfält                    |              | Vessige, Halland    |       | 56.965370, 12.718517 | 10151901080001 | Ladda upp en bild av detta fornminne      |
| Vessige 111:1                | Stensättning                |              | Vessige, Halland    |       | 56.962084, 12.722014 | 10151901110001 | Ladda upp en bild av detta fornminne      |
| Vessige 111:2                | Stensättning                |              | Vessige, Halland    |       | 56.961950, 12.722133 | 10151901110002 | Ladda upp en bild av detta fornminne      |
| Vessige 111:3                | Stensättning                |              | Vessige, Halland    |       | 56.961797, 12.722294 | 10151901110003 | Ladda upp en bild av detta fornminne      |
| Vessige 112:1                | Gravfält                    |              | Vessige, Halland    |       | 56.961142, 12.722873 | 10151901120001 | Ladda upp en bild av detta fornminne      |
| Vessige 113:1                | Hög                         |              | Vessige, Halland    |       | 56.960070, 12.725771 | 10151901130001 | Ladda upp en bild av detta fornminne      |
| Vessige 113:2                | Stensättning                |              | Vessige, Halland    |       | 56.960209, 12.725641 | 10151901130002 | Ladda upp en bild av detta fornminne      |
| Pengahögen (Vessige 114:1)   | Stenkrets                   |              | Vessige, Halland    |       | 56.986703, 12.761458 | 10151901140001 | Ladda upp en bild av detta fornminne      |
| Pengahögen (Vessige 114:2)   | Stensättning                |              | Vessige, Halland    |       | 56.986633, 12.761302 | 10151901140002 | Ladda upp en bild av detta fornminne      |
| Pengahögen (Vessige 114:3)   | Hög                         |              | Vessige, Halland    |       | 56.986563, 12.761143 | 10151901140003 | Ladda upp en bild av detta fornminne      |
| Vessige 115:1                | Röse                        |              | Vessige, Halland    |       | 56.985674, 12.749521 | 10151901150001 | Ladda upp en bild av detta fornminne      |
| Vessige 116:1                | Röse                        |              | Vessige, Halland    |       | 56.986941, 12.748851 | 10151901160001 | Ladda upp en bild av detta fornminne      |
| Vessige 118:1                | Röse                        |              | Vessige, Halland    |       | 57.002142, 12.757303 | 10151901180001 | Ladda upp en bild av detta fornminne      |
| Vessige 119:1                | Stensättning                |              | Vessige, Halland    |       | 57.000265, 12.682731 | 10151901190001 | Ladda upp en bild av detta fornminne      |
| Vessige 120:1                | Hög                         |              | Vessige, Halland    |       | 57.000645, 12.684937 | 10151901200001 | Ladda upp en bild av detta fornminne      |
| Vessige 124:1                | Hällristning                |              | Vessige, Halland    |       | 56.976534, 12.698736 | 10151901240001 | Ladda upp en bild av detta fornminne      |
| Vessige 125:1                | Hällristning                |              | Vessige, Halland    |       | 56.971220, 12.702669 | 10151901250001 | Ladda upp en bild av detta fornminne      |
| Vessige 126:1                | Hällristning                |              | Vessige, Halland    |       | 56.979910, 12.710030 | 10151901260001 | Ladda upp en bild av detta fornminne      |
| Vessige 126:2                | Hällristning                |              | Vessige, Halland    |       | 56.979898, 12.709980 | 10151901260002 | Ladda upp en bild av detta fornminne      |
| Vessige 127:1                | Hällristning                |              | Vessige, Halland    |       | 56.991688, 12.719711 | 10151901270001 | Ladda upp en bild av detta fornminne      |
| Vessige 131:1                | Gravfält                    |              | Vessige, Halland    |       | 56.963398, 12.754788 | 10151901310001 | Ladda upp en bild av detta fornminne      |
| Vessige 138:1                | Stensättning                |              | Vessige, Halland    |       | 56.986616, 12.742992 | 10151901380001 | Ladda upp en bild av detta fornminne      |
| Vessige 138:2                | Stensättning                |              | Vessige, Halland    |       | 56.986497, 12.743044 | 10151901380002 | Ladda upp en bild av detta fornminne      |
| Vessige 139:1                | Stensättning                |              | Vessige, Halland    |       | 56.985396, 12.736178 | 10151901390001 | Ladda upp en bild av detta fornminne      |
| Vessige 140:1                | Stensättning                |              | Vessige, Halland    |       | 56.981034, 12.733666 | 10151901400001 | Ladda upp en bild av detta fornminne      |
| Vessige 141:1                | Stensättning                |              | Vessige, Halland    |       | 56.980141, 12.731563 | 10151901410001 | Ladda upp en bild av detta fornminne      |
| Vessige 142:1                | Stensättning                |              | Vessige, Halland    |       | 56.994795, 12.715393 | 10151901420001 | Ladda upp en bild av detta fornminne      |
| Vessige 144:1                | Stensättning                |              | Vessige, Halland    |       | 56.980079, 12.704595 | 10151901440001 | Ladda upp en bild av detta fornminne      |
| Vessige 148:1                | Stensättning                |              | Vessige, Halland    |       | 56.969334, 12.703112 | 10151901480001 | Ladda upp en bild av detta fornminne      |
| Vessige 153:1                | Hög                         |              | Vessige, Halland    |       | 56.969131, 12.657348 | 10151901530001 | Ladda upp en bild av detta fornminne      |
| Vessige 171:1                | Hällristning                |              | Vessige, Halland    |       | 56.987383, 12.693028 | 10151901710001 | Ladda upp en bild av detta fornminne      |
| Vessige 178:1                | Hällristning                |              | Vessige, Halland    |       | 56.963309, 12.668446 | 10151901780001 | Ladda upp en bild av detta fornminne      |
| Vessige 179:1                | Stensättning                |              | Vessige, Halland    |       | 56.955057, 12.655519 | 10151901790001 | Ladda upp en bild av detta fornminne      |
| Vessige 181:1                | Gravfält                    |              | Vessige, Halland    |       | 56.950875, 12.654348 | 10151901810001 | Ladda upp en bild av detta fornminne      |
| Vessige 182:1                | Stensättning                |              | Vessige, Halland    |       | 56.947341, 12.652242 | 10151901820001 | Ladda upp en bild av detta fornminne      |
| Vessige 183:1                | Stensättning                |              | Vessige, Halland    |       | 56.946186, 12.648681 | 10151901830001 | Ladda upp en bild av detta fornminne      |
| Vessige 185:1                | Stensättning                |              | Vessige, Halland    |       | 56.951946, 12.678007 | 10151901850001 | Ladda upp en bild av detta fornminne      |
| Vessige 185:2                | Stensättning                |              | Vessige, Halland    |       | 56.952041, 12.677782 | 10151901850002 | Ladda upp en bild av detta fornminne      |
| Vessige 189:1                | Stensättning                |              | Vessige, Halland    |       | 56.964631, 12.721327 | 10151901890001 | Ladda upp en bild av detta fornminne      |
| Vessige 190:1                | Stensättning                |              | Vessige, Halland    |       | 56.963785, 12.715426 | 10151901900001 | Ladda upp en bild av detta fornminne      |
| Vessige 191:1                | Stenkrets                   |              | Vessige, Halland    |       | 57.006628, 12.824682 | 10151901910001 | Ladda upp en bild av detta fornminne      |
| Vessige 191:2                | Stenkrets                   |              | Vessige, Halland    |       | 57.006719, 12.824762 | 10151901910002 | Ladda upp en bild av detta fornminne      |
| Vessige 191:3                | Stenkrets                   |              | Vessige, Halland    |       | 57.006645, 12.824899 | 10151901910003 | Ladda upp en bild av detta fornminne      |
| Vessige 191:4                | Grav markerad av sten/block |              | Vessige, Halland    |       | 57.006575, 12.824834 | 10151901910004 | Ladda upp en bild av detta fornminne      |
| Vessige 192:1                | Stensättning                |              | Vessige, Halland    |       | 56.961239, 12.729332 | 10151901920001 | Ladda upp en bild av detta fornminne      |
| Vessige 193:1                | Stensättning                |              | Vessige, Halland    |       | 56.960529, 12.724769 | 10151901930001 | Ladda upp en bild av detta fornminne      |
| Vessige 193:2                | Stensättning                |              | Vessige, Halland    |       | 56.960418, 12.724874 | 10151901930002 | Ladda upp en bild av detta fornminne      |
| Vessige 194:1                | Stensättning                |              | Vessige, Halland    |       | 56.963521, 12.722068 | 10151901940001 | Ladda upp en bild av detta fornminne      |
| Vessige 195:1                | Stensättning                |              | Vessige, Halland    |       | 56.962749, 12.723540 | 10151901950001 | Ladda upp en bild av detta fornminne      |
| Vessige 196:2                | Hällristning                |              | Vessige, Halland    |       | 56.950816, 12.683833 | 10151901960002 | Ladda upp en bild av detta fornminne      |
| Vessige 199:1                | Stensättning                |              | Vessige, Halland    |       | 56.962157, 12.723509 | 10151901990001 | Ladda upp en bild av detta fornminne      |
| Vessige 203:1                | Stensättning                |              | Vessige, Halland    |       | 56.992494, 12.819820 | 10151902030001 | Ladda upp en bild av detta fornminne      |
| Vessige 213                  | Stensättning                |              | Vessige, Halland    |       | 56.964106, 12.748496 | 12000000083441 | Ladda upp en bild av detta fornminne      |
| Vessige 214                  | Hög                         |              | Vessige, Halland    |       | 56.963702, 12.747921 | 12000000083442 | Ladda upp en bild av detta fornminne      |
| Vessige 217                  | Gravfält                    |              | Vessige, Halland    |       | 56.964467, 12.757358 | 12000000084243 | Ladda upp en bild av detta fornminne      |
| Abild 38:2                   | Stensättning                |              | Vessige, Halland    |       | 56.957261, 12.689084 | 10143100380002 | Ladda upp en bild av detta fornminne      |